# Driopea delta
Driopea delta är en skalbaggsart som beskrevs av Aurivillius 1922. Driopea delta ingår i släktet Driopea och familjen långhorningar. Inga underarter finns listade i Catalogue of Life.